# Sciodopterus
Sciodopterus is een geslacht van wantsen uit de familie van de Saldidae (Oeverwantsen). Het geslacht werd voor het eerst wetenschappelijk beschreven door Amyot & Serville in 1843. 